# Штайнбрюк, Ганс
Ганс Штайнбрюк (нем. Hans Steinbrück; 12 апреля 1921, Росла, Веймарская Германия — 11 ноября 1944, Кёльн, Нацистская Германия) — немецкий моряк и рабочий, заключённый Бухенвальда, активист антинацистского Сопротивления в Германии. Сотрудничал с движением «Пираты Эдельвейса», организовал и возглавил подпольную группу в районе Эренфельд в Кёльне. Участвовал в вооружённой борьбе, был арестован гестапо и казнён через повешение.

## Происхождение и работа
Штайнбрюк родился в сельской семье и рано лишился родителей, после чего воспитывался в приюте. В 1937 году, в возрасте шестнадцати лет, переехал в Гамбург и поступил на торговый корабль. С началом Второй мировой войны в 1939 году был списан с корабля и направлен на погрузочно-разгрузочные работы в Дюссельдорф. 1 августа 1941 года был призван на службу в вермахт, но вскоре комиссован из-за последствий малярии.

### Аферы
В начале 1942 года двадцатилетний Штайнбрюк попытался поступить на службу в гестапо, но получил отказ из-за отсутствия необходимых квалификаций. После этого он занялся квартирными аферами, выдавая себя за сотрудника гестапо.

## Заключение, побег и нелегальность
Махинации Штайнбрюка стали известны властям, и он был арестован, а затем заключён в концлагерь Бухенвальд. В сентябре 1942 года его перевели в Кёльн, где он добровольно обезвреживал неразорвавшиеся бомбы, за что получил прозвище Bombenhans (Бомбовой Ганс). За храбрость его неоднократно поощряли отгулами, что позволило ему свободно передвигаться по Кёльну. Там он познакомился с Цилли Серве, женой другого заключённого, и установил с ней дружеские отношения.
16 октября 1943 года Штайнбрюк бежал из лагеря, так как ему грозила бессудная казнь за внутрилагерную имущественную аферу. Спустя десять дней его арестовали в Берлине, но он снова сумел сбежать и вернулся в Кёльн, где нашёл убежище у Цилли Серве. В 1944 году у них родился ребёнок. В то время Эренфельд был промышленно-пролетарским районом с большим количеством беженцев и перемещённых лиц. Государственный и полицейский контроль здесь был слабее, чем в остальной Германии.
Штайнбрюк жил без регистрации, скрываясь от полиции, и нелегально работал на стройках. Он проявлял честность, надёжность, скромность и ненависть к нацизму, что привлекало к нему Цилли. 21 апреля 1944 года воздушный налёт разрушил их дом, и они переселились в соседний подвал. Штайнбрюк возлагал вину за бедствия Германии на гитлеровский режим и начал собирать людей для активного сопротивления.

## Группа Сопротивления

### «Неразборчивый герой»
Летом 1944 года вокруг Ганса Штайнбрюка сгруппировалось несколько десятков человек, впоследствии названных Эренфельдской группой (Ehrenfelder Gruppe) или Группой Штайнбрюка (Steinbrück-Gruppe). Основную часть группы составляли молодые антигитлеровски настроенные члены движения «Пираты Эдельвейса». Также в группу входили бежавшие заключённые и военнопленные, укрывающиеся от мобилизации, евреи, подпольные коммунисты и социал-демократы. Всех их объединяла ненависть к нацистскому режиму.
23-летний Штайнбрюк, известный своей храбростью и неразборчивостью в методах борьбы, реквизировал еду и оружие, привлекал молодёжь и давал убежище скрывающимся. Группа вела активную антинацистскую и антивоенную агитацию, совершала ограбления государственных складов и захваты оружия. Крупнейшей акцией стало похищение 26 центнеров сливочного масла 1 сентября 1944 года. Масло было продано на чёрном рынке, деньги использованы на закупку оружия. Группа планировала несколько крупных терактов, в том числе взрывы Моста Гогенцоллернов и штаб-квартиры гестапо. Эти акции предполагалось скоординировать с американским наступлением на Кёльн.

### «Дикая стрельба»
Гестапо быстро определило Эренфельдскую группу как одну из главных угроз. Расследованием руководили криминалькомиссар Фердинанд Кюттер и его заместитель Йозеф Хёген. 28 сентября 1944 года члены группы Роланд Лорент и Ганс-Йозеф Бальцер застрелили ортсгруппенлейтера Генриха Зентгена. На следующий день гестапо вышло на след группы и арестовало Цилли Серве вместе с двумя еврейскими женщинами. 
1 октября 1944 года Штайнбрюк и его соратники попытались освободить Цилли Серве, устроив перестрелку, в ходе которой были убиты несколько нацистских функционеров. В результате интенсивного розыска гестапо арестовало 63 человека, включая Штайнбрюка. Это событие характеризовалось как «дикая стрельба».
В результате интенсивного розыска гестаповцы арестовали в общей сложности 63 человека. Ганс Штайнбрюк был обнаружен и арестован 11 октября 1944 на квартире у активистки Эльзы Кестель, связанной с Национальным комитетом «Свободная Германия».

### Казнь
Ганс Штайнбрюк стойко выдержал пытки. Его не только избивали ножками стульев, но и прострелили бедро. Он признал, что создал группу Сопротивления для нанесения ударов по нацистскому режиму и поддержки войск Антигитлеровской коалиции. На вопрос Кюттера, какова была его цель, Штайнбрюк ответил: «Чтобы вы проиграли войну». Следствие длилось около месяца, суд не проводился. Тринадцать человек были отправлены на смертную казнь. Остальные содержались под охранным арестом до вступления в Кёльн американской армии.
10 ноября 1944 Ганс Штайнбрюк был повешен на Хюттенштрассе. Вместе с ним были казнены двенадцать человек: Гюнтер Шварц, Йохан Мюллер, Бартоломеус Шинк, Франц Райнбергер («Пираты Эдельвейса»), Густав Бермель, Адольф Шюц (бежавшие с фронта), Йозеф Молль, Вильгельм Крац, Йохан Краузен (уголовники), Петер Гюппелер, Генрих Кратина (коммунисты), Роланд Лорент (социал-демократ). Казнь проводилась публично, присутствовали около четырёхсот человек.

## Память
В послевоенной Германии отношение к Гансу Штайнбрюку, Эренфельдской группе и «Пиратам Эдельвейса» долгое время было неоднозначным, а нередко и негативным. Их считали структурой не Сопротивления, а борьбы за выживание, а то и уголовной преступности. Положение начало изменяться с середины 1980-х, когда Яд ва-Шем причислил некоторых членов группы к Праведникам народов мира. С середины 2000-х Ганс Штайнбрюк и его товарищи воспринимаются как группа Сопротивления.
Ганс Штайнбрюк выведен как персонаж в фильме «Пираты Эдельвейса». Его роль исполняет Бела Б.